# Nolay (Hiszpania)
Nolay – gmina w Hiszpanii, w prowincji Soria, w Kastylii i León, o powierzchni 21,94 km². W 2011 roku gmina liczyła 59 mieszkańców.